# Plectranthias bilaticlavia
Plectranthias bilaticlavia är en fiskart som beskrevs av Alphons Paulin och Roberts, 1987. Plectranthias bilaticlavia ingår i släktet Plectranthias och familjen havsabborrfiskar. IUCN kategoriserar arten globalt som livskraftig. Inga underarter finns listade i Catalogue of Life.